# Shuttle Coaster

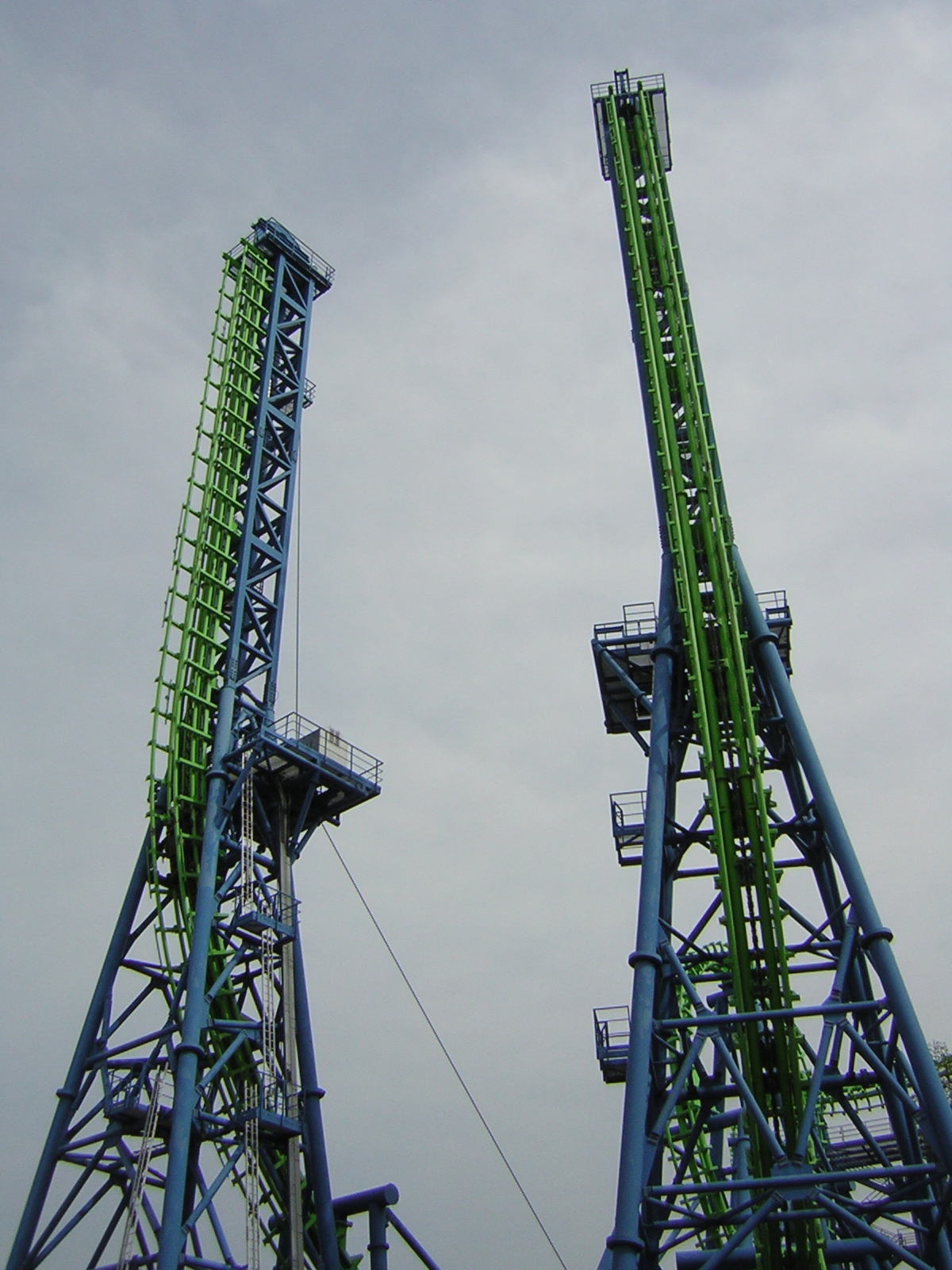
Déjà Vu in Six Flags Over Georgia

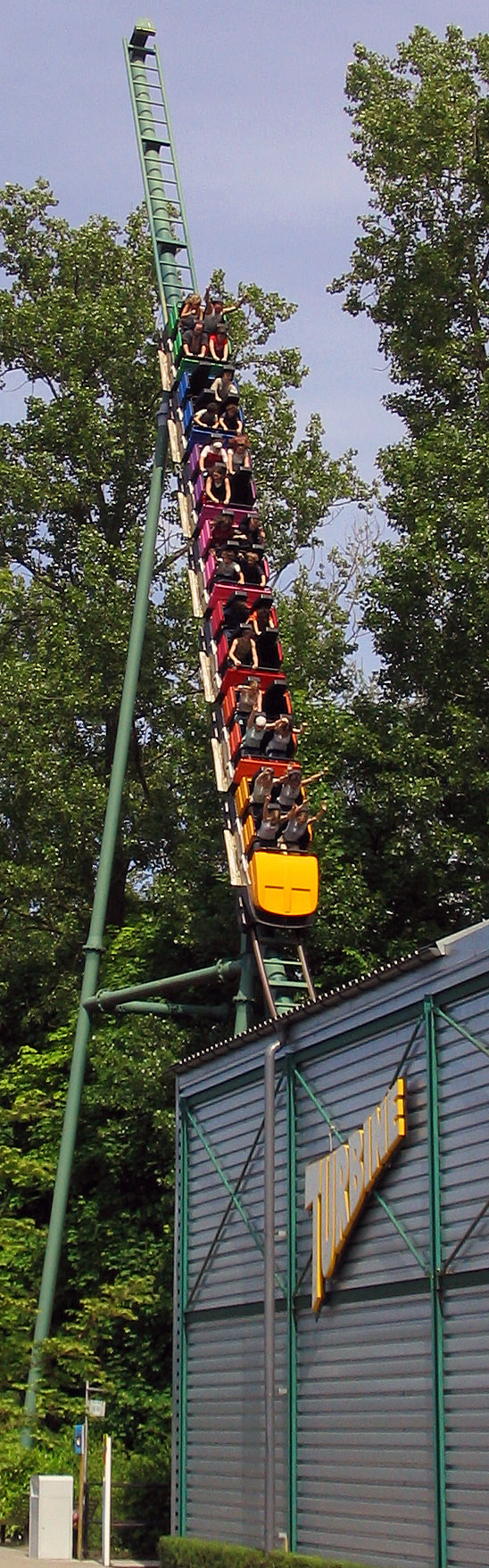
Abschuss: Turbine bei der Rückwärtsfahrt

Ein Shuttle Coaster ist eine Achterbahn, deren Strecke keinen geschlossenen Kreis beschreibt, sondern bei der der Zug an einer bestimmten Stelle anhält und die Strecke rückwärts durchfährt. Ein Beispiel für diesen Achterbahntyp ist die in zahlreichen deutschen Freizeitparks aufgestellte Kleinachterbahn Butterfly.

## Varianten

### Abschuss
Die eine Variante von Shuttle Coastern sind Launched Coaster. Bei diesem Typ wird der Zug meist aus der Station heraus beschleunigt mittels LIM-, Reib- oder Schwungradantrieb.
Wurde die Achterbahnstrecke durchfahren, geht es auf einen Hügel, der so hoch ist, dass der Zug oben stehenbleibt, rückwärts zurückrollt und die Achterbahnstrecke nochmals durchfährt. Der Zug wird entweder direkt in der Station angehalten oder fährt zunächst einen zweiten Hügel hinauf und wird erst beim zweiten Durchfahren der Station gebremst.
Ein Beispiel für diese Version war die Turbine im belgischen Freizeitpark Walibi Belgium, bei der ein Schwungradantrieb zum Abschuss verwendet wurde.

### Aufschaukeln
Das Aufschaukeln ist eine Variante des Abschuss-Starts. Dabei wird die meist U-förmige Strecke nicht einmalig abgefahren, sondern mehrfach und die Geschwindigkeit bei jedem Durchlauf erhöht. Erreicht wird dies durch Linearmotoren, die den Zug zuerst abschießen und dann bei jeder Durchfahrt weiter beschleunigen.
Ein Beispiel für diese Version ist der Wicked Twister in Cedar Point und die Halfpipe-Achterbahnen von Intamin.

### Rückwärtslift
Bei der zweiten Art wird der Zug erst mit Hilfsmitteln rückwärts auf einen Lifthill hinaufgezogen und oben ausgeklinkt, fährt durch die Station und dann durch den eigentlichen Achterbahn-Parcours. Am Ende der Strecke wird der Zug wiederum das Stück, das er noch nicht aus eigener Energie gefahren ist, einen Lifthill hinauf gezogen um dann die Strecke rückwärts zu durchfahren. In der Station wird der Zug dann gebremst.
Das bekannteste und verbreitetste Achterbahnmodell dieser Art ist der Boomerang von Vekoma.
Hier wird als Rückwärtslift ein Schlitten, welcher an einem Drahtseil hinaufgezogen wird eingesetzt, für den zweiten Aufzug kommt ein modifizierter Kettenlift zum Einsatz.
Sehr ähnlich dem Boomerang sind die Invertigo und Giant Inverted Boomerang Anlagen von Vekoma. Bei der „Giant“-Version dieser Inverted Coaster sind die Lifthills senkrecht.
Als familientaugliche Variante des Boomerangs bietet Vekoma seit 2011 den Family Boomerang mit einem Reibradantrieb an.

### Hochgelegene Station
Bei diesem Shuttle Coaster Typ liegt die Station am höchsten Punkt. Der Zug wird aus der Station heraus beschleunigt und fährt dann einen Hügel hinab, um weiter Geschwindigkeit aufzunehmen. Auf der anderen Seite der Strecke fährt der Zug wieder auf das gleiche Niveau und von dort aus rückwärts zurück zur Station.
Ein Beispiel für diesen Typ ist die 1979 von Arrow gebaute Bahn Irn-Bru Revolution vom Modell Launched Loop in Blackpool Pleasure Beach. Der Zug wird hier mit einem von einem Stahlseil gezogenen Schlitten beschleunigt.

## StreckenlayoutU

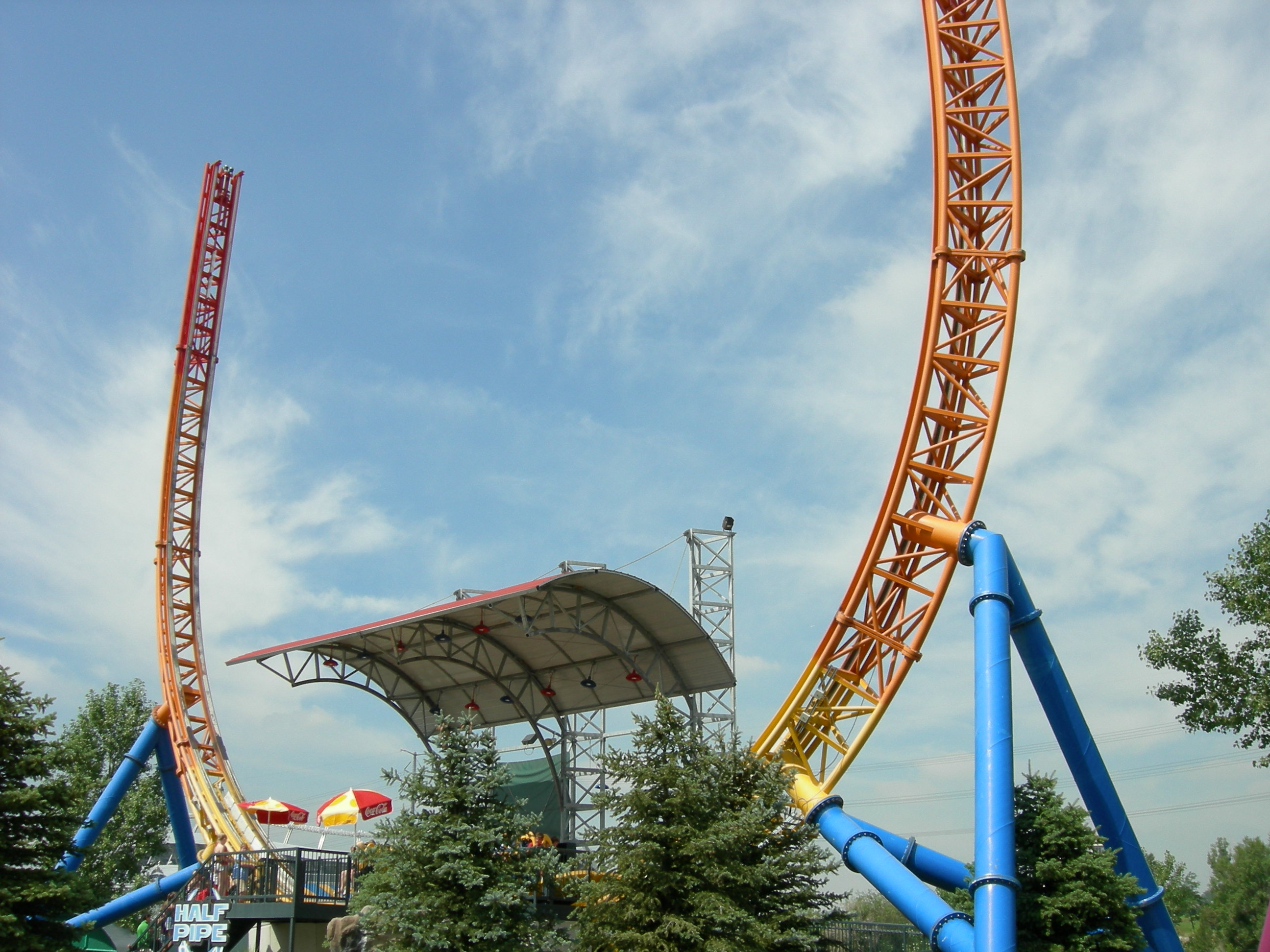
Halfpipe in Elitch Gardens

Neben den individuellen Shuttle-Coaster-Layouts ist ein häufig anzutreffendes Layout eine U-Form. Dabei gibt es vor und hinter der Station einen Spike. Während der Fahrt wird die Station häufig mehrfach durchfahren. Die Achterbahnmodelle Butterfly von Sunkid, sowie Surfrider und Impulse Coaster von Intamin sind beispielhaft für Achterbahnmodelle mit solch einem Layout. Die Roller Coaster DataBase listet 187 Achterbahnen weltweit mit U-förmigem Shuttle-Layout.

## Hersteller und Modelle
| Hersteller                            | Typ                          | Antriebsart                   | Beispiel                                                        |
| ------------------------------------- | ---------------------------- | ----------------------------- | --------------------------------------------------------------- |
| ART Engineering                       | Family Spike Launch Coaster  | Reibrad-Abschuss              | Braus & Saus, Potts Park, Minden, Deutschland                   |
| Arrow Dynamics                        | Launched Loop                | elektrische Seilwinde         | Diamond Back, Frontier City, USA                                |
| Barbieri Rides                        | Grand Canyon                 | Kabellifthill                 | Rapidly Train, Atayal Resort                                    |
| Beijing Shibaolai Amusement Equipment | Shuttle-loop Coaster         | Kabellifthill                 | Shark Attack, Hot Go Sea                                        |
| Bolliger & Mabillard                  | Wing Coaster Custom          | LSM-Abschuss                  | Mandrill Mayhem, Chessington World of Adventures                |
| Chengdu Xindu Xin'an Playingment      | Wave Shuttle                 | Reibrad-Abschuss              | Happy Trip, Amazing World                                       |
| Gerstlauer                            | Shuttle Family Coaster       | Kettenlift                    | Gipfelstürmer, Freizeitpark Ruhpolding, Ruhpolding, Deutschland |
| Gerstlauer                            | Infinity Coaster a           | Kettenlift, LSM-Abschuss      | Fury, Bobbejaanland, Antwerpen, Belgien                         |
| Grant Engineering                     | –                            | Personenangetrieben           | Unbekannt, Don Moseley Playground, Australien                   |
| Gravitykraft Corporation              | Shuttle-Holzachterbahn       | Kettenlift                    | Switchback, ZDT'S Amusement Park, Vereinigte Staaten            |
| Hebei H&S Amusement Equipment         | Cobra Roller Coaster         | Kettenlift                    | Cobra Coaster, Mexin Village of Wine, China                     |
| Hoei Sangyo                           | Shuttle                      | Kabellifthill                 | Shirakaba Wood Coaster, Shirakaba Resort Family Land, Japan     |
| Intamin                               | Impulse Coaster              | LIM-Abschuss                  | Flash: Vertical Velocity, Six Flags Great America, USA          |
| Intamin                               | Fly Rider                    | LSM-Abschuss                  | U-shaped Roller Coaster, Victory Kingdom, China                 |
| Intamin                               | Halfpipe                     | LSM-Abschuss                  | Half Pipe, Elitch Gardens, USA                                  |
| Intamin                               | Reverse Freefall Coaster     | LSM-Abschuss                  | Superman: Escape from Krypton, Six Flags Magic Mountain, USA    |
| Intamin                               | Surfrider                    | LSM-Abschuss                  | RC Racer, Walt Disney Studios Park, Frankreich                  |
| Intamin                               | Ultra Surf                   | LSM-Abschuss                  | Georgia Gold Rusher, Six Flags Over Georgia, USA                |
| Iran Park                             | U Skate                      | Kabellifthill                 | Skate Board, El Goli Amusement Park, Iran                       |
| Jinma Rides                           | Reciprocating Roller Coaster | Kettenlift                    | Quantum Trek, Star World, China                                 |
| Mack Rides                            | PowerSplash                  | LSM-Abschuss                  | Aquaman: Power Wave, Six Flags Over Texas, USA                  |
| Meisho Amusement Machines             | Loop the Loop                | Kabellifthill                 | Loop the Loop, Rusutsu Resort, Japan                            |
| Nanfang Amusement Rides               | Reciprocating Roller Coaster | Kabellifthill                 | Roller Coaster, Wenzhou Paradise, China                         |
| Parkash Amusements                    | Free Fall Loop Coaster       | Personenangetrieben           | Unbekannt, Kathmandu Fun Park, Indien                           |
| Pax Company                           | Cobra-1                      | Kabellifthill                 | Cobra, Conny-Land, Schweiz                                      |
| Premier Rides                         | LIM Shuttle Loop Coaster     | LIM-Abschuss                  | Mr. Freeze, Six Flags Over Texas, USA                           |
| Rainbow Rides                         | Free Fall                    | Reibrad-Abschuss              | Free Fall, Aladin Amusement Park, Pakistan                      |
| Robles Bouso Atracciones              | –                            | Kabellifthill                 | Ramses, Parque de Atracciones de Zaragoza, Spanien              |
| Sameco                                | –                            | Kettenlift                    | Upper Air Speeding Car, Zuohai Park, China                      |
| Schwarzkopf                           | Shuttle Loop                 | Schwungrad, Fallgewicht       | Turbine, Walibi Belgium, Belgien                                |
| Senyo Kogyo                           | Atomic Coaster               | Kettenlift                    | Atomic, Greenland, Japan                                        |
| Sunkid Heege                          | Butterfly                    | Kabellifthill                 | Butterfly, Erlebnispark Steinau, Deutschland                    |
| Togo                                  | Kiddy Shuttle                | Kabellifthill                 | Grand Canyon, Parc de la Vallée, Frankreich                     |
| Vekoma                                | Big Air                      | Kabellifthill                 | Big Air, E-DA Theme Park, Taiwan                                |
| Vekoma                                | Boomerang                    | Kettenlifthill, Kabellifthill | Bat, Canada's Wonderland, Kanada                                |
| Vekoma                                | Family Boomerang             | Reibräderlifthill             | Good Gravy!, Holiday World, USA                                 |
| Vekoma                                | Giant Inverted Boomerang     | vertikaler Kabellifthill      | Stunt Fall, Parque Warner Madrid, Spanien                       |
| Vekoma                                | Invertigo                    | Kabellifthill                 | Invertigo, Kings Island, USA                                    |
| Vekoma                                | Super Boomerang              | LSM-Abschuss                  | Flash: Vertical Velocity, Six Flags Great Adventure, USA        |
| Yaqiao Machine                        | –                            | Schwungrad                    | Shenzhou Surfing, Jinxiangshan Amusement Park, China            |
| Zhejiang Juma Amusement Equipment     | Heart Roller Coaster         | –                             | Roller Coaster, Coco Park, Marokko                              |
| Zierer                                | Dueling Reverse Coaster      | Reibräderlifthill             | Minifigure Speedway, Legoland Windsor, UK                       |

```
 Anmerkungen:
```